# Donji Moranjci
Donji Moranjci är en ort i Bosnien och Hercegovina.   Den ligger i entiteten Federationen Bosnien och Hercegovina, i den centrala delen av landet, 90 km norr om huvudstaden Sarajevo. Donji Moranjci ligger 299 meter över havet och antalet invånare är 416.
Terrängen runt Donji Moranjci är kuperad söderut, men norrut är den platt.Runt Donji Moranjci är det ganska tätbefolkat, med 93 invånare per kvadratkilometer.. Närmaste större samhälle är Gračanica, 12,1 km väster om Donji Moranjci. 
Omgivningarna runt Donji Moranjci är en mosaik av jordbruksmark och naturlig växtlighet.